# Lista över Förenta nationernas uppdrag i Östtimor
FN-uppdrag i Östtimor
- UNAMET - UN Mission in East Timor, 1999
- UNTAET - UN Transitional Administration in East Timor, 1999-2002
- UNMISET - UN Mission in Support of East Timor, 2002-2205
- UNOTIL - UN Office in Timor Leste, 2005-2006
- UNMIT - United Nations Integrated Mission in Timor Leste, 2006-